# Васильев, Александр Ильич
Александр Ильич Васильев (1877—1956) — советский учёный-медик, уролог, организатор здравоохранения и медицинской науки, доктор медицинских наук (1913), профессор (1932), генерал-майор медицинской службы (1943). Заслуженный деятель науки РСФСР (1946).

## Биография
Родился 8 сентября 1877 года в Санкт-Петербурге.
В 1897 году окончил Санкт-Петербургскую гимназию с золотой медалью. С 1897 по 1902 год проходил обучение в Императорской медико-хирургической академии, которую закончил с отличием. Ученик профессоров Н. Ф. Лежнева и С. П. Фёдорова. С 1903 по 1907 год — младший врач Казанского 64-го пехотного полка. С 1907 по 1909 год проходил обучение по кафедре хирургии и урологии Императорской медико-хирургической академии.
С 1910 по 1916 год — ординатор урологического отделения Николаевского военного госпиталя.
С 1916 по 1925 годы — заведующий урологическим отделением Санкт-Петербургской Александровской больницы, одновременно преподавал в военно-фельдшерской школе Военно-медицинской академии имени С. М. Кирова и являлся ассистентом Ленинградского института усовершенствования врачей. С 1925 по 1942 год — преподаватель и руководитель курса урологии кафедры госпитальной хирургии, с 1942 по 1954 год — организатор и бессменный начальник кафедры урологии Военно-медицинской академии имени С. М. Кирова.
В 1913 году А. И. Васильев получил учёную степень доктора медицинских наук по теме «Заболевания семенного бугорка». В 1932 году А. И. Васильеву было присвоено учёное звание профессора. В 1943 году Постановлением Совета Министров СССР А. И. Васильеву было присвоено воинское звание генерал-майора медицинской службы.
В 1946 году Указом Президиума Верховного Совета РСФСР «За заслуги в научно-педагогической деятельности» А. И. Васильев был удостоен почётного звания «Заслуженный деятель науки РСФСР».
Основная научно-педагогическая деятельность А. И. Васильева была связана с вопросами в области изучения энуреза, травм мочеполовой системы и её осложнений на здоровье человека. А. И. Васильев являлся действительным членом, председателем и, с 1946 года, почётным председателем Ленинградского урологического общества, был членом Правления и, с 1951 года, почётным членом Всесоюзного общества урологов. Он являлся автором более 100 научных трудов и одиннадцати монографий, им было подготовлено пятнадцать докторских и кандидатских диссертаций.
Скончался в 1956 году в Ленинграде. Похоронен на Большеохтинском кладбище Санкт-Петербурга.

## Основные труды
- Заболевание семянного бугорка / Из Урол. амбулатории Госпит. хирург. клиники проф. С.Н. Федорова. - Санкт-Петербург : тип. Штаба Отд. корп. жандармов, 1912 г. — 275 с.
- Уретроскопия и эндоуретральные операции / А. И. Васильев, прив.-доц. Гос. кл. ин. для усовершенствования врачей и сверхшт. ассист. поликлиники Г.И.М.З. ; Предисл.: проф. Б. Н. Хольцов. - Ленинград : Кн. сектор ЛГОНО, 1925 г. — 181 с.
- Неотложная помощь в урологии: Пособие для воен. врачей / Нач. Кафедры урологии ген.-майор мед. службы проф. А. И. Васильев ; Воен.-мед. акад. Красной Армии им. С. М. Кирова. - Самарканд : тип. им. Чкалова, 1944 г. — 60 с.
- Уросепсис: (Клиника и лечение) / Проф. ген.-майор м/с А. И. Васильев. - [Ленинград] : Медгиз, Ленингр. отд-ние, 1945 г. — 79 с.
- Уретроскопия и эндоуретральные операции / 2-е изд., испр. и доп. - Ленинград : Медгиз. Ленингр. отд-ние, 1955 г. — 164 с.

## Награды
- Орден Ленина (20.06.1949)
- Два Ордена Красного Знамени (03.11.1944, 03.11.1953)
- Орден Отечественной войны II степени (11.07.1945)
- Орден Красной Звезды (18.09.1943)
- Медаль «За победу над Германией в Великой Отечественной войне 1941—1945 гг.» (09.05.1945)
- Медаль «За оборону Ленинграда» (22.12.1942)

### Звания
- Заслуженный деятель науки РСФСР (1946)